# Une femme pour mon fils
Pour plus de détails, voir Fiche technique et Distribution.
Une femme pour mon fils (امرأة ابني, Jowjet libni) est un film algérien réalisé par Ali Ghalem et sorti en 1982.

## Synopsis
En 1980, Fatiha est une jeune Algérienne de 18 ans qui va devoir se plier à la volonté de ses parents : épouser Hocine, un homme plus âgé qu'elle n'a pas choisi. Elle ne peut éviter ce mariage à la mode traditionnelle, mais ne l'accepte pas de bon cœur, causant de multiples scènes familiales chez elle et dans sa famille d'adoption. Son mari part travailler en France alors que Fatiha est enceinte de son premier enfant, cette naissance l'aidera-t-elle à accepter sa condition de femme ?

## Fiche technique
- Titre français : Une femme pour mon fils
- Titre original : امرأة ابني (Mra libni)
- Réalisateur : Ali Ghalem
- Scénario : Ali Ghalem, d'après son roman Une femme pour mon fils, éditions Syros, 1979  (ISBN 9782901968283)
- Musique : Philippe Arthuys
- Son : Hélène de Luze, Maurice Gilbert et Vartan Karakeusian
- Montage : Youcef Tobni
- Production : Mohammed Tahar Harhoura
- Sociétés de production : ONCIC
- Sociétés de distribution : Arab Film Distribution
- Pays d'origine : Algérie
- Langues originales : arabe
- Format : Couleur
- Genre : Dramatique
- Durée : 99 minutes
- Date de sortie : 
  - Algérie : 1982

## Distribution

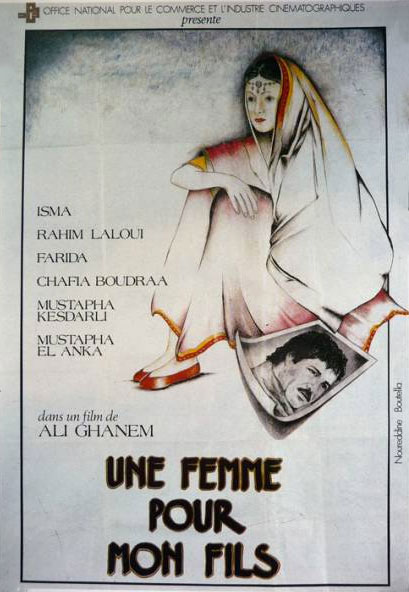
Autre affiche du film.

- Autre affiche du film.Keltoum : Fatiha
- Samia Begga
- Rahim Lalloui : Hocine
- Chafia Boudraa
- Hassan El-Hassani
- Farida Amrouche
- Nadia Talbi
- Wahiba Zekkal

## Distinctions

### Récompenses
Le film reçoit le prix de l'Union catholique de la Mostra de Venise 1983.